# فيليبي فرانكو
فيليبي فرانكو هو لاعب كرة الماء برازيلي، ولد في 17 مايو 1982.